# Max Herz
Max Herz (på ungerska Herz Miksa) född 19 maj 1856 i Ottlaka, Ungern (nuvarande Grăniceri, Rumänien), död 5 maj 1919 i Zürich, Schweiz, var en ungersk arkitekt verksam i Egypten. Mellan 1880 och 1914 arbetade han som egyptisk statstjänsteman med restaurering av moskéer och andra arabiska monument, samt med restaurering av koptiska byggnader. Han var under en period även museidirektör för Arabiska museet i Kairo  och publicerade flera arkitekturhistoriska verk.

## Liv
Max Herz föddes i en familj med begränsade resurser. Hans fader försörjde sig genom lantbruk. Max Herz avslutade grundskolan och gymnasiet i Temesvár (nuvarande Timişoara, Rumänien). Han studerade lantbruk hos Alajos Hauszmann vid Budapests tekniska och ekonomiska universitet mellan år 1874 och 1877 och senare hos Henrich von Ferstel och Carl König vid Wiens tekniska universitet mellan år 1877 och 1880.    